# Abdellatif El Hajjaji

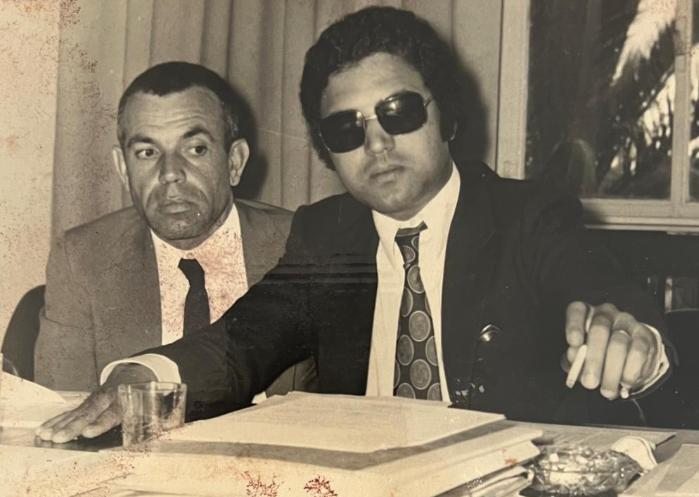

Abdellatif El Hajjaji a été Secrétaire d’Etat chargé de l’Habitat et de l’Aménagement du territoire dans le Gouvernement Maâti Bouabid.